# Mory Doumbouya
Pour les articles homonymes, voir Doumbouya.
Mory Doumbouya née le 9 novembre 1970 à Siguiri en Haute Guinée, est un avocat et homme politique guinéen.
Il était Ministre d'État, ministre de la justice dans le Gouvernement Kassory I en remplacement de Mamadou Lamine Fofana. Il sera reconduit dans le gouvernement Kassory II du 19 janvier 2021 au 5 septembre 2021.

## Biographie et études
Mory Dounbouya née en république de Guinée. il effectue ses études primaires à l’école El Hadj Mamady Cissé de Norassoba dans la Préfecture de Siguiri de 1979 à 1984.
Après l’obtention de son certificat d’études primaires (CEP), il se rend à Macenta dans la région forestière de 1985 à 1989 où il obtint son brevet d’études de premier cycle au collège d’enseignement général d’Ouezzin Koulibaly.
De 1989 à 1991, Mory Doumbouya revint en Haute Guinée précisément à Kérouané au lycée public Almamy Samory Touré où il décrocha le BAC 1 et 2.
Avec le BAC 2, il sera orienté pour les études supérieures à l'université Gamal Abdel Nasser de Conakry de 1991 à 1995, Mory Doumbouya sort titulaire d’un diplôme de maîtrise en droit privé.

## Parcours professionnel
En 2011, il est chargé de défendre l'ancien chef de l’État Alpha Condé dans le procès portant sur l’attaque de son domicile privé à Kipé le 19 juillet 2011.
Le 12 janvier 2016, Maître Doumbouya est nommé agent judiciaire de l’État en remplacement de Maître Gouréissy Sow.

## Ministre de la justice
Il est nommé ministre par intérim de la justice fin mai 2019 après la démission de Cheick Sako.
Il est nommé le 19 juin 2020, Ministre d'État, ministre de la justice dans le Gouvernement Kassory I en remplacement de Mamadou Lamine Fofana.
Il est reconduit dans le second gouvernement de Kassory au même poste du 19 janvier 2021 au 5 septembre 2021.